# フアン・マヌエル・グティエレス
フアン・マヌエル・グティエレス・フレイレ（Juan Manuel Gutiérrez Freire , 2002年2月4日 - ）は、ウルグアイ・カネロネス県アトランティダ出身のサッカー選手。クルブ・ナシオナル・デ・フットボール所属。ポジションはMF。

## クラブ経歴
13歳の時にダヌービオFCのユースアカデミーに入所。16歳を迎えたばかりの2018年にトップチームに昇格。同年5月16日のモンテビデオ・ワンダラーズFC戦で、16歳3ヶ月12日の若さでプロデビュー。2019年8月25日のデフェンソール・スポルティング戦ではプロ初ゴールを記録。同年シーズンはリーグ戦21試合1ゴールを記録。翌2020年シーズンも途中まで11試合1ゴールを記録し、十代ながらチームの主軸を担った。
2020年9月15日、UDアルメリアと5年契約を締結したことが発表された。

## 代表歴
2019年にペルーで開催された南米U-17選手権にU-17のウルグアイ代表で出場。グループリーグのアルゼンチン戦とパラグアイ戦でゴールを決めた。